# Nové Zámky u Litovle
Nové Zámky (dříve též Nový Zámek, německy Neuschloss) jsou barokní zámek postavený roku 1690 Lichtenštejny. Nachází se v osadě Nové Zámky, části obce Mladeč, asi 3 km západně od obce Litovel. V současnosti zde sídlí ústav sociální péče. Zvláštností zámku jsou především vnější neporušené empírové fasády.

## Historie
V 2. polovině 16.  století postavili Černohorští z Boskovic nevelký renesanční lovecký zámek, na jehož místě v roce 1690 byl postaven Lichtenštejny rozsáhlejší barokní zámek. Ve 30. letech 18. století byl přestavěn dle plánů A. Beduzziho a v interiérech vyzdoben nástěnnými malbami D. Meninardiho.
V letech 1761–1762 sloužil jako lazaret. V roce 1805 zámek vyhořel, ale mezi lety 1813–1820 byl opět obnoven podle plánů lichtenštejnského architekta Josefa Hardtmutha v klasicistické podobě. Zámek a park sloužil především pro pobyt v době lovů a občas též jako letní sídlo. V části byly kanceláře lesního úřadu, od konce 19. století byl zámek přeměněn na kanceláře správy úsovského panství. Administrativním potřebám Lichtenštejnů sloužil do roku 1945.
V okolních lesích se nacházejí kamenné stavbičky lichtenštejnského panství jako besídka Chrám přátelství v antickém stylu či obelisk Komín.

## Park
Zámek má také park v anglickém stylu vytvořený v letech 1813–1820, ve kterém jsou empírové budovy, např. Chrámek přátelství (altánek), obelisk „Komín“, rytířská síň „Rytírna“ (altán s 16 toskánskými sloupy). V době romantismu byly oblíbené dostavby a úpravy přírodních útvarů, takže do zámeckého parku v Mladči stavitel postavil Čertův most, který tvořil zděnou lávku, či bránu spojující skaliska. Anglický park zvolna přechází do volné přírody.